# Vụ hỏa hoạn khách sạn Cáp Nhĩ Tân 2018
Vào ngày 25 tháng 8 năm 2018, một vụ hỏa hoạn đã xảy ra tại Khách sạn Suối nước nóng Bắc Long (Tiếng Trung: 北龙温泉酒店) tại Cáp Nhĩ Tân, Trung Quốc. Nằm trong khu nghỉ dưỡng Nhật Đảo của thành phố, tòa khách sạn 4 tầng là địa điểm được lựa chọn chủ yếu bởi các vị khách du lịch trong nước. Vào thời điểm xảy hỏa hoạn, có hơn 100 khách đang lưu trú tại khách sạn này, nhiều người trong số đó có mặt tại thị trấn để tham gia một cuộc thi marathon thường niên. Theo ghi nhận cuối cùng, vụ cháy đã làm 19 người thiệt mạng và 23 người bị thương.

## Tai nạn
Vào lúc 4h36 sáng ngày 25 tháng 8 theo giờ địa phương, một đám cháy đã diễn ra trong nhà bếp của quầy bar nằm trên tầng 2 Khách sạn Suối nước nóng Bắc Long. Nhiều vị khách ở khách sạn, trong đó chủ yếu là người Trung Quốc đang có mặt tại thị trấn để tham gia cuộc thi Marathon Quốc tế Cáp Nhĩ Tân 2018, đều đang ngủ. Đám cháy sau đó đã lan rộng ra khoảng 400 mét vuông suốt từ khu vực tầng 2 đến tầng 4 và cả sảnh chính của tầng 1. Khói từ các đồ vật bắt lửa tại nhà bếp và quầy bar karaoke cũng lan qua khu vực cầu thang bộ và hệ thống không khí để tới sảnh chính của khách sạn, điều này đã làm nhân viên cứu hỏa gặp nhiều khó khăn trong việc giải cứu các nạn nhân. Trong tổng số 80 khách được sơ tán, ít nhất 20 khách cần sự hỗ trợ đặc biệt. Đến lúc 07h50, đám cháy đã được dập tắt, thông báo chính thức cho biết đã có 18 người thiệt mạng bên trong khách sạn và 1 người tử vong trong bệnh viện.

## Phản ứng
Bộ Quản lý Tình trạng Khẩn cấp Trung Quốc đã cử một nhóm chuyên gia tới để hỗ trợ thành phố Cáp Nhĩ Tân điều tra nguyên nhân vụ hỏa hoạn. Người đại diện của Khách sạn Suối nước nóng Beilong đã bị sở cảnh sát Cáp Nhĩ Tân bắt tạm giam để điều tra trong cùng ngày. Ngoài ra, Sở Cứu hỏa của Bộ Quản lý Tình trạng Khẩn cấp Trung Quốc cũng ngay lập tức cho yêu cầu kiểm tra tình trạng an toàn tại các bệnh viện, trường học, chung cư, khách sạn và các địa điểm quan trọng khác.
Các quan chức cứu hỏa tiết lộ vào ngày hôm sau rằng khách sạn này đã không đáp ứng đủ các điều kiện an toàn trong ít nhất năm lần kiểm tra hai năm vừa qua. Sở cứu hỏa Cáp Nhĩ Tân vào năm 2016 đã xác định tòa nhà này không an toàn do việc bố trí hành lang giống như mê cung, thiếu cửa thoát hiểm cũng như bình chữa cháy và đã yêu cầu đình chỉ hoạt động của khách sạn cho đến khi tuân thủ đầy đủ.